# Кондрашкина, Анна Григорьевна
А́нна Григо́рьевна Кондра́шкина (1929—2008) — советский и российский врач, основатель дальневосточной школы микрохирургии уха. Заслуженный врач РСФСР. Почётный гражданин города Хабаровска (1997).

## Биография
Родилась 9 октября 1929 года в селе Тарадеи Шацкого района Московской (ныне Рязанской) области, в 1937 году переехала с семьёй в Хабаровск.
В 1949 году окончила среднюю школу, а в 1954 году — Хабаровский государственный медицинский институт (ныне Дальневосточный государственный медицинский университет). После окончания вуза работала в хабаровских поликлиниках педиатром и отоларингологом. В 1957—1973 годах — врач в лоротделении 2-й городской клинической больницы.
В 1964 году прошла специализацию по микрохирургии уха в Центральном институте усовершенствования врачей, став первым на Дальнем Востоке специалистом в этой области. В 1965 году на базе 2-й городской больницы создала Дальневосточный региональный центр микрохирургии уха, который стал базой для подготовки новых специалистов в этой области. С 1973 по 1988 г. А. Г. Кондрашкина — доцент кафедры болезней уха, горла, носа Хабаровского медицинского института. В 1988 г. она перешла в сурдологический центр краевой клинической больницы № 1.
А. Г. Кондрашкина лично провела более 1000 операций по восстановлению или улучшению слуха, а также ряд операций, связанных с заболеваниями мозга, удалением злокачественных опухолей полости носа, гортани, ранениями в области лица и шеи. Ею были разработаны 24 рацпредложения по улучшению операционного инструмента для микрохирургии уха, которые были внедрены в практическое здравоохранение, а также предложен ряд новых методов диагностики различных заболеваний уха. Кроме того, в течение многих лет Анна Григорьевна возглавляла работу хабаровской школы передового опыта отоларингологов, обучив своей специальности многих дальневосточных врачей — восемь из них стали впоследствии специалистами высшей категории.
Наряду с практической медицинской деятельностью занималась и научной работой, активно публиковалась в научных журналах. В 1971 году защитила диссертацию на соискание учёной степени кандидата медицинских наук на тему «Роль и место блокады артериального притока по системе наружных сонных артерий в комплексном лечении некоторых больных со злокачественными опухолями полости носа, околоносовых пазух и глотки». Избиралась депутатом Совета народных депутатов Центрального района Хабаровска, участвовала в работе краевого общественного центра «Ариденс», была членом совета музея Железнодорожного района.
Умерла в 2008 году в Хабаровске.

## Награды
- Заслуженный врач РСФСР (1990);
- значок «Отличнику здравоохранения»;
- медаль «В ознаменование 100-летия со дня рождения Владимира Ильича Ленина»;
- звание «Ветеран труда»
- Почётный гражданин Хабаровска (20 мая 1997)[1]